# 1958 en architecture
| Années de l'architecture : 1955 - 1956 - 1957 - 1958 - 1959 - 1960 - 1961    |
| Décennies de l'architecture : 1920 - 1930 - 1940 - 1950 - 1960 - 1970 - 1980 |

Cet article présente les faits marquants de l'année 1958 en architecture.

## Réalisations
- 15 octobre : ouverture du Dirksen Senate Office Building (en) à Washington.

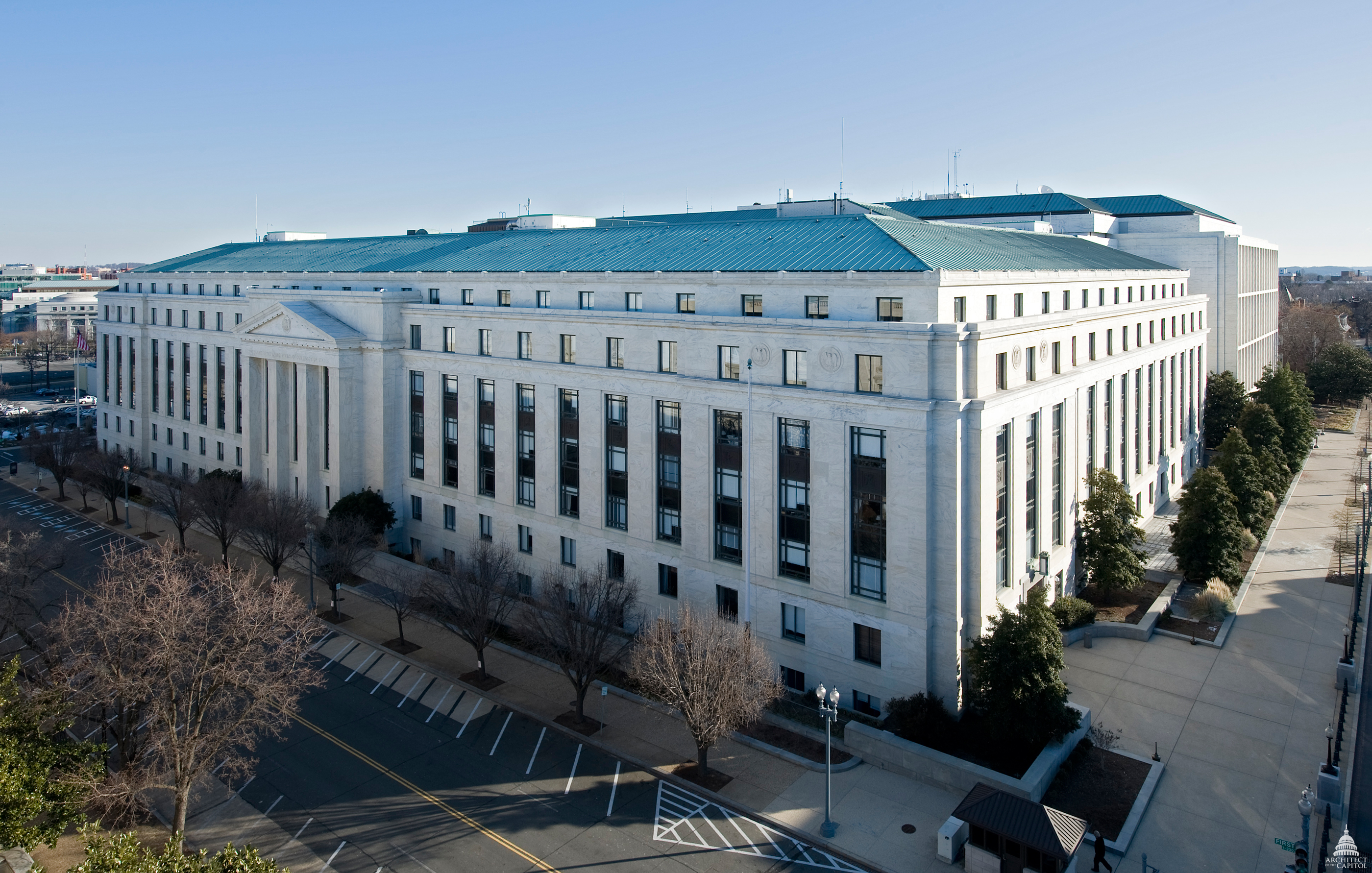
Le Dirksen Senate Office Building en 2011.

- Bruxelles : ouverture de l'Atomium construit par André Waterkeyn.
- New York : achèvement du Seagram Building, par Ludwig Mies van der Rohe et Philip Johnson.
- Courbevoie (banlieue parisienne) : inauguration du CNIT construit par Robert Camelot, Jean de Mailly, Bernard Zehrfuss, Nicolas Esquillan et Jean Prouvé.

## Événements
- septembre : création de l'établissement public pour l'aménagement de La Défense (EPAD), à l'origine du développemnent du quartier de la Défense.

## Récompenses
- AIA Gold Medal : John Wellborn Root.
- Royal Gold Medal : Robert Schofield Morris.

## Naissances
- x

## Décès
- 9 janvier : Mary Colter (° 4 avril 1869).
- 17 mai : Hugo Häring (° 11 mai 1882).
- 15 septembre : František Lydie Gahura, architecte tchèque (° 10 octobre 1896).
- 25 octobre : James Walter Chapman-Taylor (° 24 juin 1878).
- Ernests Štālbergs architecte letton (° 1883).